# Anne-Marie Pira
Anne-Marie Pira (Brussel, 6 februari 1955) is een voormalige Belgische atlete, die de vijfkamp, het verspringen, het hoogspringen en het hordelopen beoefende. Ze nam eenmaal deel aan de Olympische Spelen, en veroverde op vier verschillende onderdelen twaalf Belgische titels.

## Biografie
Anne-Marie  Pira  begon op twaalfjarige leeftijd met atletiek. In 1975 werd ze voor het eerst Belgisch kampioene op de 100 m horden. Bekend werd ze evenwel door haar prestaties bij het hoogspringen. In een periode van achttien maanden verbeterde ze haar persoonlijk record met 18 cm. Ze plaatste zich met een nationaal record van 1,88 m voor de Olympische Spelen van 1976 in Montréal, waar ze in de finale strandde op de zeventiende plaats. Voor deze prestaties werd ze verkozen tot Sportvrouw van het jaar. Een jaar later verbeterde ze in Turijn dit record tot 1,92, destijds de vijfde beste prestatie. Ook hiervoor werd ze verkozen tot Sportvrouw van het jaar en kreeg ze de Gouden Spike. In 1978 plaatste ze zich voor de Europese kampioenschappen in Praag, waar ze door een ontsteking niet verder kwam dan 1,70.
Anne-Marie Pira deed ook aan verspringen en vijfkamp. In beide onderdelen veroverde zij verschillende Belgische titels. In 1980 haalde ze het minimum op de 100 m horden voor de Olympische Spelen in Moskou, maar zegde af. In 1981 stopte ze met atletiek.

### Clubs
Anne-Marie Pira was eerst aangesloten bij White Star Woluwe en stapte nadien over naar Racing Club Brussel.

## Belgische kampioenschappen
| onderdeel    | jaar                         |
| ------------ | ---------------------------- |
| hoogspringen | 1976, 1977, 1978             |
| verspringen  | 1980                         |
| 100 m horden | 1975, 1976, 1977, 1979, 1980 |
| vijfkamp     | 1976, 1977, 1979             |

## Persoonlijke records
| Onderdeel    | Prestatie | Datum            | Plaats      |
| ------------ | --------- | ---------------- | ----------- |
| vijfkamp     |           |                  |             |
| 100 m horden | 13,50 s   | 8 september 1979 | Mexico-Stad |
| hoogspringen | 1,92 m    | 5 juni 1977      | Turijn      |

## Palmares

### 100 m horden
- 1975:  BK AC – 14,03 s
- 1976:  BK AC – 13,86 s
- 1977:  BK AC – 14,05 s
- 1979:  BK AC – 13,58 s
- 1980:  BK AC – 14,18 s

### hoogspringen
- 1976:  BK AC – 1,85 m
- 1976: 17e OS in Montréal – 1,84m
- 1977:  BK AC - 1,80 m
- 1978:  BK AC - 1,74 m
- 1978: kwal. EK in Praag – 1,70 m

### verspringen
- 1980:  BK AC - 6,27 m

### vijfkamp
- 1976:  BK AC - 4103 p
- 1977:  BK AC - 4099 p
- 1979:  BK AC - 4082 p

## Onderscheidingen
- 1976: Grote Feminaprijs van de KBAB
- 1976: Sportvrouw van het jaar
- 1977: Gouden Spike
- 1977: Sportvrouw van het jaar